# Rjúzó Šimizu
Rjúzó Šimizu (30. září 1902 - ?) byl japonský fotbalista.

## Klubová kariéra
Hrával za Tokyo SC.

## Reprezentační kariéra
Rjúzó Šimizu odehrál za japonský národní tým v roce 1923 celkem 2 reprezentační utkání. S japonskou reprezentací se zúčastnil Hry Dálného východu 1923.

## Statistiky
| Japonsko | Japonsko | Japonsko |
| Roky     | Záp.     | Góly     |
| -------- | -------- | -------- |
| 1923     | 2        | 1        |
| Celkem   | 2        | 1        |